# Nostalgia da Modernidade
 Nostalgia da Modernidade  é o sétimo álbum de estúdio solo do cantor e compositor brasileiro Lobão, sendo lançado em 1995 pela gravadora Virgin.

## Faixas
| N.º | Título                      | Compositor(es)                      | Duração |  |
| 1.  | "A Queda"                   | Lobão                               |         |  |
| 2.  | "O Jogo Não Valeu"          | Regina Lopes, Ivo Meirelles, Lobão  |         |  |
| 3.  | "A Flor do Vazio"           | Regina Lopes, Ivo Meirelles, Lobão  |         |  |
| 4.  | "Samsara Blues"             | Lobão                               |         |  |
| 5.  | "Mal de Amor"               | Lobão                               |         |  |
| 6.  | "Luz da Madrugada"          | Lobão                               |         |  |
| 7.  | "Coração Aberto"            | Billy Brandão, Ivo Meirelles, Lobão |         |  |
| 8.  | "Dilema"                    | Regina Lopes, Ivo Meirelles, Lobão  |         |  |
| 9.  | "O Diabo é Deus de Folga"   | Lobão                               |         |  |
| 10. | "Eu Não Embarco Nessa Onda" | Ivo Meirelles, Lobão                |         |  |
| 11. | "A Hora da Estrela"         | Regina Lopes, Ivo Meirelles, Lobão  |         |  |
| 12. | "Sem Sono"                  | Lobão                               |         |  |
| 13. | "Dé Dé Dé Dé Déu"           | Billy Brandão, Ivo Meirelles, Lobão |         |  |
| 14. | "Nostalgia da Modernidade"  | Regina Lopes, Ivo Meirelles, Lobão  |         |  |